# Paral·lel (metrostation)
Paral·lel is een metrostation in de wijk Sants-Montjuïc in het centrum van de Spaanse stad Barcelona aan lijn 2 en lijn 3 van de Metro van Barcelona.

## Situatie
Station Paral·lel is gelegen in zone 1 onder de Avinguda de Paral·lel. De perrons van L2 en L3 zijn 90 meter lang en liggen naast elkaar. Er zijn meerdere doorgangen tussen de twee haltes. Aan de westkant sluiten beide lijnen op elkaar aan zodat het rollend materieel van lijn kan wisselen. Boven de beide uiteinden van het station bevindt zich een toegangshal met meerdere trappen naar het straatniveau. Het station is ook een eindpunt voor de Funicular de Montjuïc, waarvan de halte aan de oostkant van het metrostation ligt.

## Geschiedenis
Al sinds 1928 ligt het lage station van de funicular de Montjuïc op deze plek. In 1970 komt daar een metrostation bij. 
Bij de opening had dat station de naam Pueblo Seco. 
In 1975 wordt het station een overstappunt tussen de lijnen 3 (in de richting van Catalunya) en 3B (in de richting van Zona Universitària), als deze laatste wordt geopend. Omdat de twee lijnen tot 1982 gevoed worden met een verschillende spanning, kunnen de treinstellen niet doorrijden en hebben noodgedwongen dit station als eindpunt. In 1982 worden beide lijnen van dezelfde spanning voorzien, en veranderd ook de naam in het huidige Paral·lel.
In 1996 wordt het station het westelijk eindpunt voor de nieuwe metrolijn 2. De halte van die lijn bestond toen al en werd tot die tijd gebruikt als stalling voor metrostellen. Lijn 2 had bij de opening als eindpunt station La Pau. Vandaag de dag rijdt lijn 2 verder naar Pep Ventura in de voorstad Badalona.

## Toekomst
In de toekomst is Paral·lel geen eindpunt meer. Er zijn plannen om lijn 2 door te trekken naar Terminal 1 van het vliegveld van Barcelona, waarbij lijn 3 niet langer in station Paral·lel gekruist wordt, maar in station Poble Sec.